# Send, Surrey
Send är en ort och civil parish i Storbritannien.   Den ligger i grevskapet Surrey och riksdelen England, i den södra delen av landet, 40 km sydväst om huvudstaden London. Send ligger 32 meter över havet och antalet invånare är 6 597.
Terrängen runt Send är huvudsakligen platt, men åt sydost är den kuperad. Runt Send är det tätbefolkat, med 442 invånare per kvadratkilometer. Närmaste större samhälle är Woking, 4,0 km nordväst om Send. Trakten runt Send består till största delen av jordbruksmark.